# Estação Girona

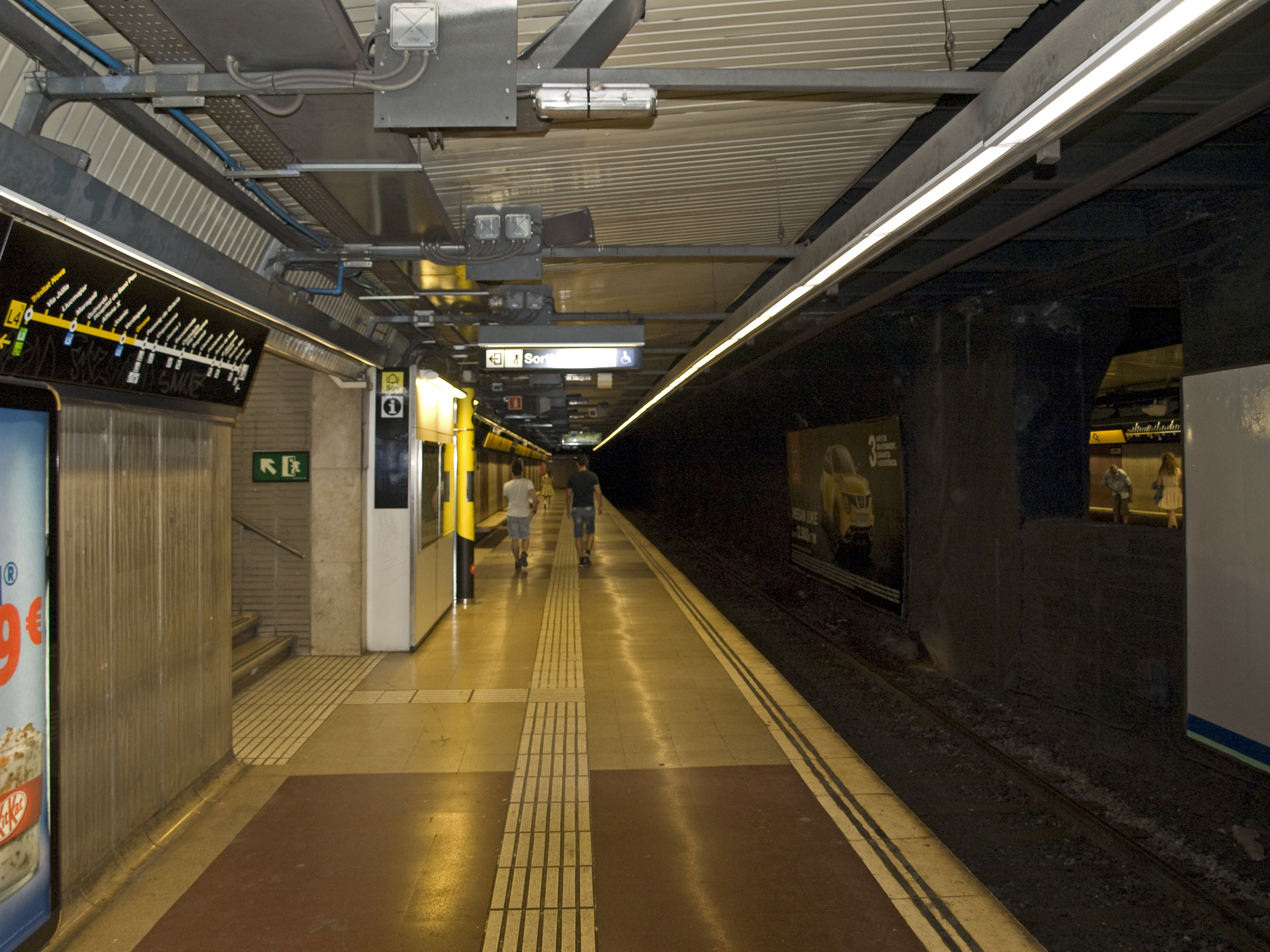
Estação Girona

Girona (Metro de Barcelona) é uma estação da linha Linha 4 do Metro de Barcelona. Entrou em funcionamento em 1973.

## Facilidades
- acesso a comunicação com telefone celular.

## Localização
- Barcelona;  Espanha,  Catalunha.